# Vidua camerunensis
Vidua camerunensis е вид птица от семейство Viduidae.

## Разпространение
Видът е разпространен в Гана, Камерун, Нигерия, Сиера Леоне, Того и Южен Судан.